# Grågrön småkaktus
Grågrön småkaktus (Turbinicarpus alonsoi) är en suckulent halvgeofyt inom småkaktussläktet och familjen kaktusväxter. Den blir från 6 till 9 centimeter i diameter. Arten beskrevs för första gången av Charles Glass & Salvador Arias 1996.
Arten förekommer endemisk i Mexiko i delstaten Guanajuato. Utbredningsområdet är upp till 10 km² stort. Det ligger cirka 1900 meter över havet. Grågrön småkaktus växer på kalkrika klippor i halvöknar.
Flera exemplar plockas illegalt som prydnadsväxter. IUCN listar arten som akut hotad (CR).